# Conquista francesa de Senegal
La conquista francesa de Senegal comenzó en 1659 con el establecimiento de Saint-Louis, Senegal, seguida de la captura francesa de la isla de Gorea a las Provincias Unidas de los Países Bajos en 1677, pero solo se convertiría en una campaña a gran escala en el siglo XIX.

## Primeros establecimientos
Según algunos historiadores, los mercaderes franceses de las ciudades normandas de  Dieppe y Rouen comerciaron con las costas de Gambia y Senegal, y con las de Costa de Marfil y Costa de Oro, entre 1364 y 1413. Probablemente, como resultado de ello, se desarrolló una industria de tallado de marfil en Dieppe después de 1364.[3] Sin embargo, estos viajes pronto fueron olvidados con el advenimiento de la guerra de los Cien Años en Francia.

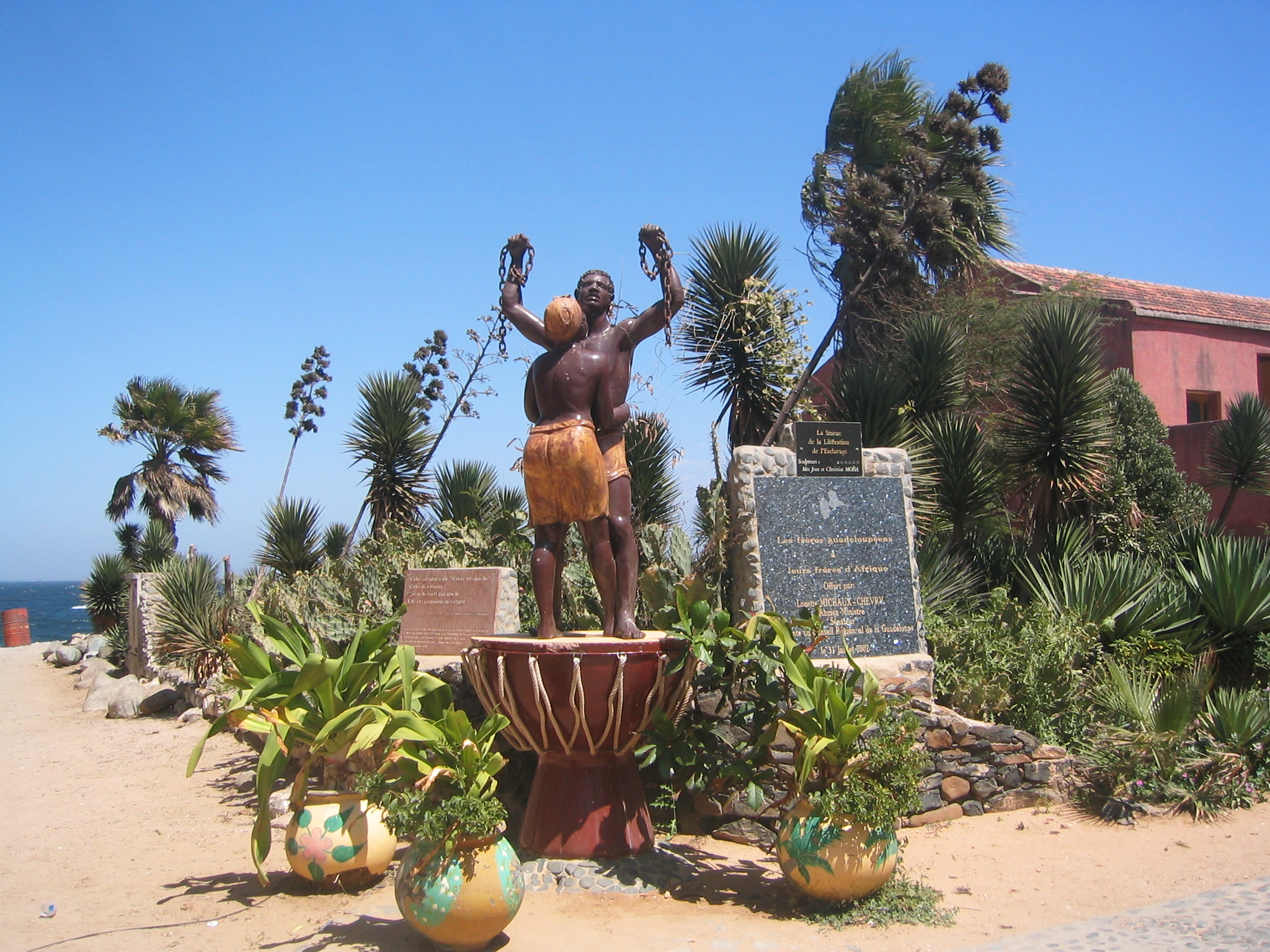
Monumento cerca de la Maison des Esclaves en la isla Gorée

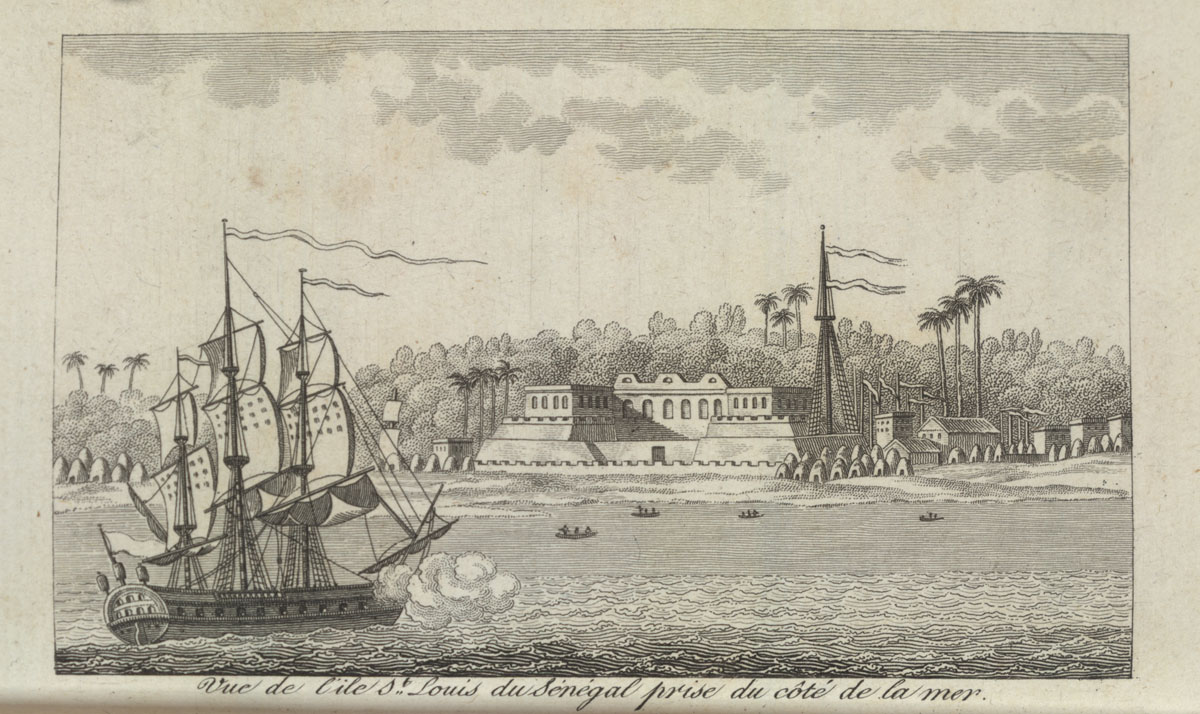
Saint Louis en 1780

Varias potencias europeas, como Portugal, los Países Bajos e Inglaterra, compitieron por el comercio en la zona de Senegal a partir del siglo XV. Los portugueses establecieron por primera vez un puesto en la isla de Gorea en 1444, desde donde organizaron la trata de esclavos. La isla fue capturada por los holandeses en 1588, donde establecieron fuertes defensivos y desarrollaron aún más el comercio.
En 1659, Francia estableció el puesto comercial de SaintLouis, Senegal. Las potencias europeas siguieron luchando por la isla de Gorea, hasta que en 1677, Francia, liderada por Jean II d'Estrées durante la guerra franco-neerlandesa (1672-1678), terminó en posesión de la isla, que conservó durante los siguientes 300 años. En 1758, el asentamiento francés fue capturado por una expedición británica como parte de la guerra de los Siete Años, pero más tarde fue devuelto a Francia en 1783, tras la victoria francesa en la guerra de Independencia de los Estados Unidos.
Los estados wólof y serer, vecinos de los dos puestos coloniales, estaban especialmente implicados en la trata de esclavos y contaban con fuertes organizaciones militares destinadas a suministrar esclavos a los europeos. Según historiadores como el profesor François G. Richard y el profesor Martin A. Klein, los Estados serer como Sine y Saloum no estaban muy implicados en la trata de esclavos. François G. Richard afirma lo siguiente:

El Reino de Sine siguió siendo un participante modesto en el sistema atlántico, secundario a los grandes wolof, halpulaar (hablantes de la lengua pulaar, es decir, el pueblo fula y tucouleur) o las políticas mandinga que lo rodean por todos lados.... A medida que las prácticas de esclavitud se intensificaron entre otros grupos étnicos durante el siglo XVIII, alimentando un lucrativo comercio de cautivos y el aumento de la esclavitud interna, el Siin puede haber sido degradado al rango de segunda categoría, en la medida en que el reino nunca fue un proveedor importante de cautivos.
— François G. Richard.

En su publicación de 1968: Islam y el imperialismo en Senegal: Sine-Saloum, 1947-1914, el profesor Martin A. Klein señala que, aunque la esclavitud había existido en la cultura Wolof y Serer, así como en la de sus vecinos, la institución de la esclavitud no existía entre los Serer Noon, Serer N'Diéghem y el pueblo Jola, "que tenían estructuras sociales igualitarias e instituciones políticas simples", señala también Klein: "En tiempos de paz, el Reino de Siin proveía más fácilmente grano, ganado y otras necesidades básicas a los franceses." Según el profesor Mamadou Diouf y la profesora Mara Leichtman (2009), los Serer Saafi también eran puramente igualitarios y rechazaban todas las formas de gobierno centralizado, el sistema de castas, el islam y la esclavitud.
Surgieron conflictos con los musulmanes del norte, como cuando el morabito Nasr al Din atacó Mauritania y los wolof a través de la frontera en 1673, pero fue derrotado a través de una alianza entre las fuerzas locales y los franceses.

## Conquistas territoriales delsigloXIX

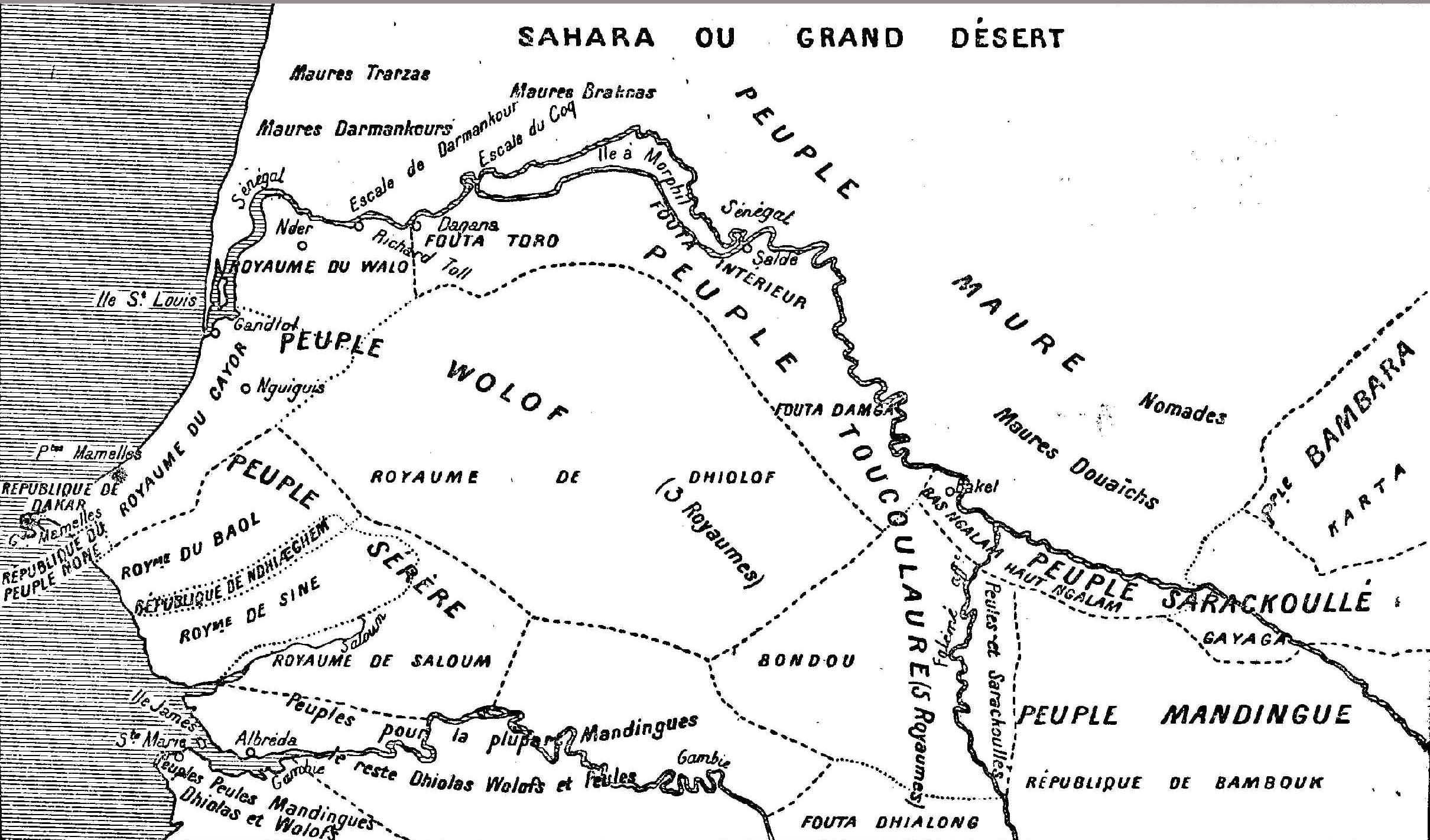
El área del río Senegal, 1853

Durante las guerras napoleónicas, Gran Bretaña capturó Gorea en 1803 y Saint Louis en 1809, y proclamó la abolición de la trata de esclavos en 1807, a la que la nueva monarquía francesa tuvo que acceder para recuperar los dos puestos. El siglo XIX se caracterizó por la disminución de la trata de esclavos y el aumento de la producción de productos básicos. El comercio de la  goma de acacia, utilizada para tintes para la producción de textiles de alta calidad y para la producción de medicamentos, se convirtió en una prioridad y el cultivo del  maní también resultó ser un recurso valioso para la zona.

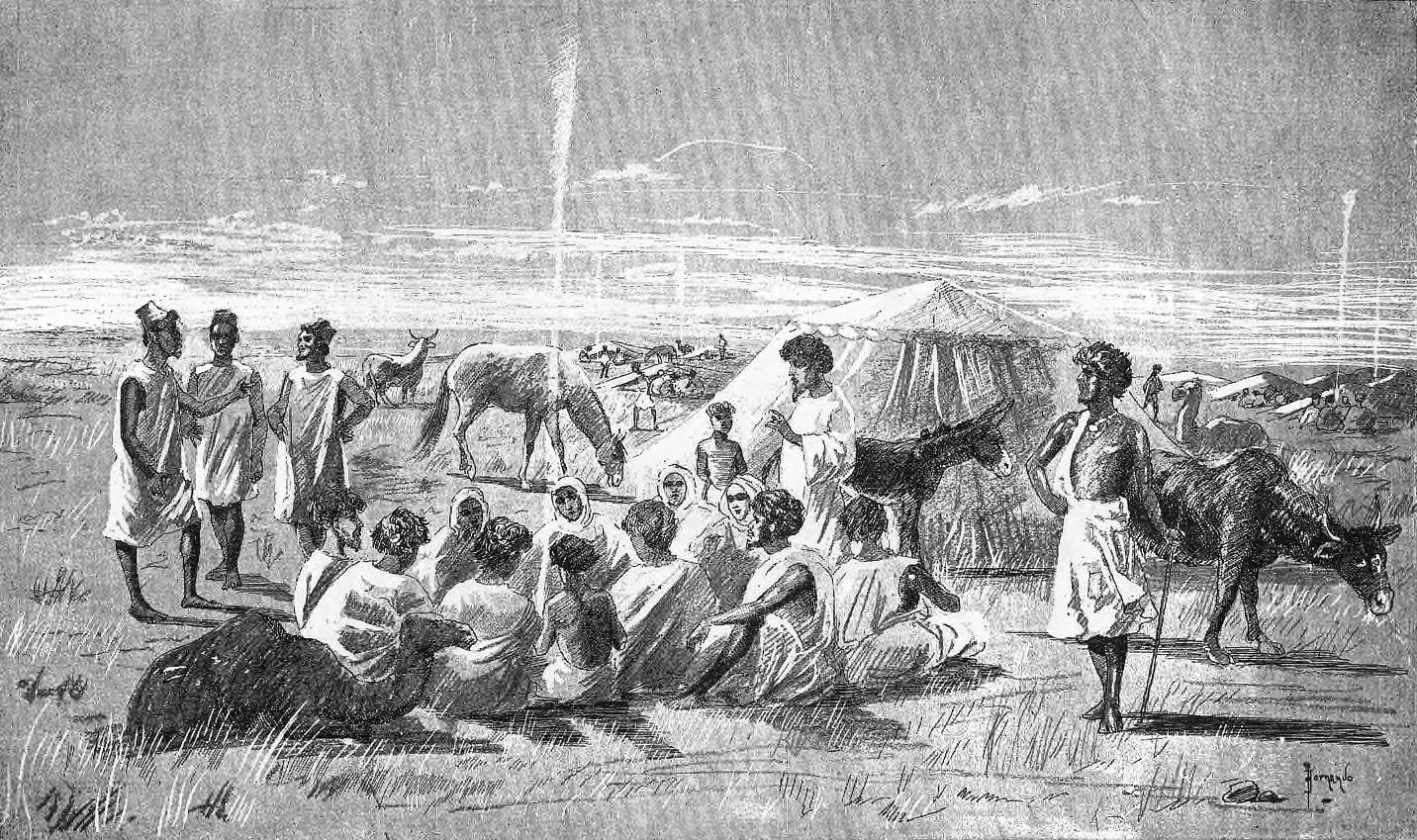
Tribus moriscas se reúnen para comerciar goma arábiga en Bakel en el río Senegal, 1890

En la Guerra Franco-Trarzan de 1825, los franceses comenzaron a afirmar el control de la desembocadura del río Senegal contra el estado rival de  Trarza.
En la década de 1850, los franceses bajo el gobernador  Louis Faidherbe, comenzaron a expandir su presencia en el territorio continental senegalés, a expensas de los reinos nativos. A partir de 1854, Faidherbe comenzó a establecer una serie de fuertes interiores a lo largo del río Senegal. En 1855, conquistó el Reino de Waalo derrotando a la Reina Ndaté Yalla Mbodj, entonces Lingüista de Waalo, y a su marido Marosso Tassé Diop, comandante de su ejército.). Un contraataque del Toucouleur en 1857 llevó al asedio del Fuerte de Medina en el que el Toucouleur fracasó. En 1859, las pueblo serer, del reino de Sine, lideradas por su rey, Maad a Sinig Kumba Ndoffene Famak Joof lanzó un ataque contra los franceses y sus fuerzas aliadas, dando lugar a la Batalla de Logandème. Aunque fue derrotado en Logandème en Fatick, y uno de sus principados (Fatick) se quemó hasta los cimientos bajo las órdenes de Faidherb, Kumba Ndoffene pasó los siguientes años de su vida destruyendo la infraestructura francesa y su base económica en Senegal, así como defendiendo a su país de otra amenaza: la yihad islámica de los morabitos musulmanes de Senegambia. En 1871 fue asesinado por los franceses. Las monarquías precoloniales reinantes de Sine y Saloum continuaron hasta 1969 sin interrupción, a pesar de la conquista francesa de Senegal.

África occidental circa 1875

En 1860, los fuertes construidos entre Médine y St. Louis permitieron a Faidherbe lanzar misiones contra los moros de Trarza en Waalo, al norte del río Senegal, que habían recaudado previamente impuestos sobre las mercancías que llegaban a Saint Louis desde el interior. Faidherbe también comenzó la occidentalización de la zona mediante el desarrollo de bancos, la administración civil, y también estableció un acuerdo con la religión de Senegal, el islam.

En 1902, Dakar se convirtió en la capital del África Occidental francesa

La expansión continuó durante el gobierno del Gobernador Louis Brière de l'Isle de 1876 a 1881. A través de esfuerzos diplomáticos y militares, Briere reforzó el control francés sobre el río Senegal, la "cuenca del maní" y la costa de Guinea a favor del desarrollo del comercio del mijo, el maní y el algodón y desarrolló proyectos ferroviarios que facilitarían una mayor expansión hasta el Sudán francés (Malí moderno).
A partir de 1880, Francia se esforzó por construir un sistema ferroviario, centrado en la línea Saint Louis-Dakar, que implicaba tomar el control militar de las zonas circundantes, lo que condujo a la ocupación militar del Senegal continental. La construcción del ferrocarril Dakar-Níger también comenzó a finales del siglo XIX bajo la dirección del oficial francés Gallieni. Sin embargo, hubo mucha oposición a la construcción de los ferrocarriles por parte de los nativos. Esto fue especialmente cierto con el líder musulmán Lat Jor y sus seguidores.
El primer Gobernador General de Senegal fue nombrado en 1895, supervisando la mayoría de las conquistas territoriales de África Occidental, y en 1904, los territorios fueron formalmente nombrados como África Occidental Francesa (AOF: "Afrique Occidentale Française"), de la cual Senegal formó parte y Dakar su  capital.